# 海南醉魂藤
海南醉魂藤（学名：Heterostemma sinicum）为夹竹桃科醉魂藤属的植物，为中国的特有植物。分布在中国大陆的海南等地，一般生于山地林中，目前尚未由人工引种栽培。
其种加词sinicum，意为“中华的”。